# Bò mộng

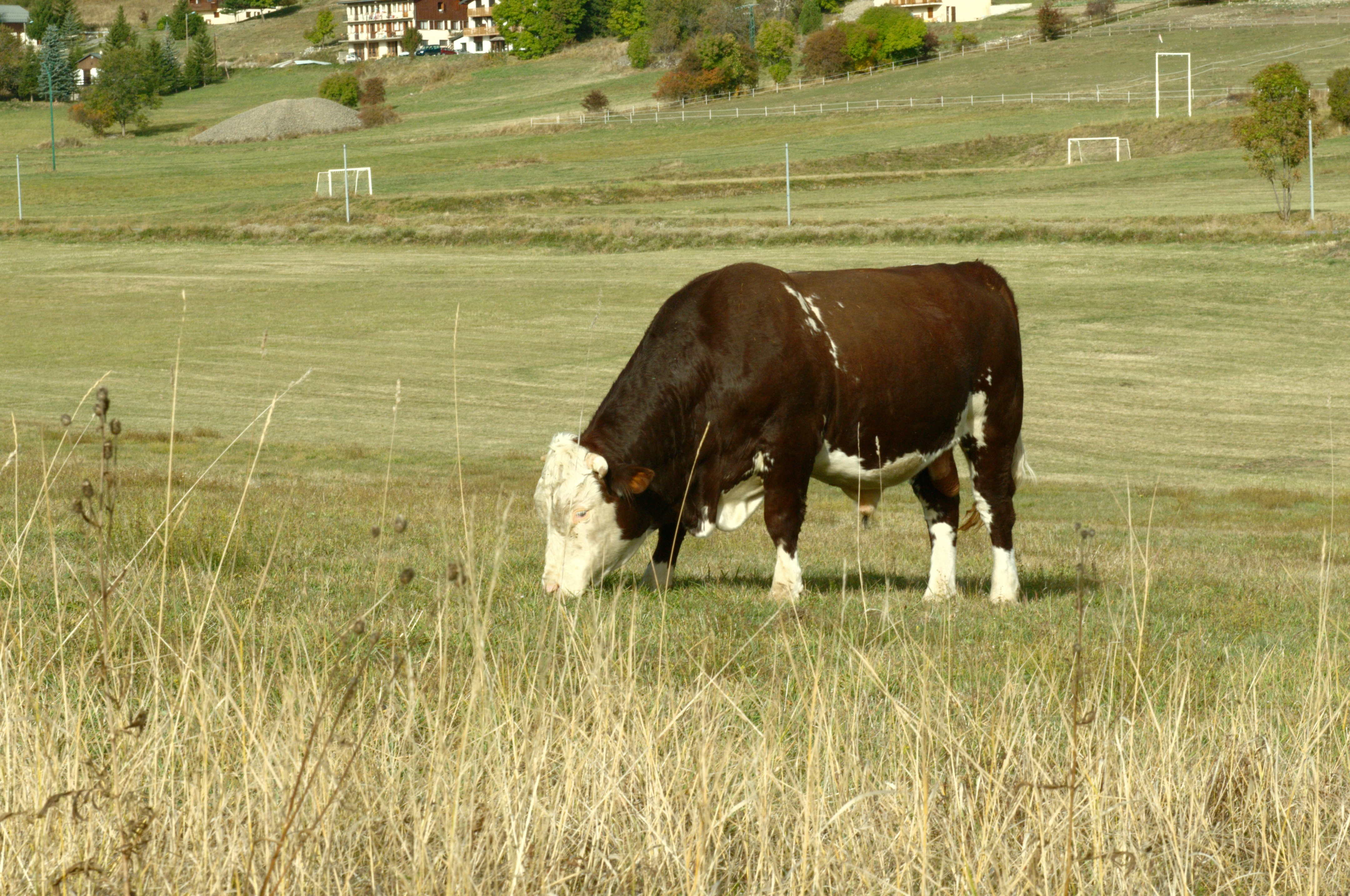
Một con bò mộng

Bò mộng là những cá thể đực trưởng thành và thuần thục (không bị thiến) của loài bò nhà (Bos taurus) với những đặc điểm nổi trội về cơ bắp, sức khỏe và sự động đực mạnh mẽ hơn so với những con bò đực thông thường hoặc bị thiến hay những con bò cái. Nhìn chung, bò mộng là những con bò có nhiều cơ bắp hơn so với bò, với xương dày hơn, chân lớn, một cái cổ rất cơ bắp và lớn (vai u thịt bắp), xương đầu và thường có sừng nhọn. Các tính năng này hỗ trợ bò mộng trong chiến đấu hoặc đánh nhau tranh giành sự thống trị đối với một đàn và chiến thắng dễ dàng. Trong gia súc có sừng thì sừng của con bò mộng có xu hướng dày hơn và ngắn hơn một chút so với các con bò.

## Văn hoá
Bò mộng từ lâu đã là một biểu tượng quan trọng trong nhiều nền văn hóa, và đóng một vai trò quan trọng trong thịt và chăn nuôi bò sữa, và trong một loạt các hoạt động văn hóa khác.

### Đấu bò
Đấu bò là một trò biểu diễn truyền thống của Tây Ban Nha

### Phim ảnh
Ferdinand, Agnus, Valiente, Bones, Guapo, Maquina, Raf (Ferdinand's father), Valiente's father trong phim chiếu rạp Ferdinand - Ferdinand phiêu lưu ký của Mỹ (2017)